# Hippasteria mammifera
Hippasteria mammifera är en sjöstjärneart som beskrevs av Alexander Michailovitsch Djakonov 1950. Hippasteria mammifera ingår i släktet Hippasteria och familjen ledsjöstjärnor. Inga underarter finns listade i Catalogue of Life.